# Youssuf Mulumbu
Youssouf Chafiq Mulumbu Ngangu (Kinshasa, 25 gennaio 1987) è un calciatore congolese (Repubblica Democratica del Congo) con cittadinanza francese, centrocampista svincolato della nazionale congolese, di cui è capitano.

## Caratteristiche tecniche
È un mediano dotato di buona forza fisica molto abile nel recuperare i palloni.

## Carriera

### Club
Dopo aver giocato con il Paris Saint Germain B, nel 2007 entra a far parte della prima squadra, salvo essere ceduto in prestito all'Amiens nella stessa stagione, tornato al PSG B nel 2009 si trasferisce nella squadra inglese del West Bromwich.
 
Il 22 giugno 2015 viene ufficializzato il suo passaggio al Norwich City, dopo aver militato per sette stagioni nel West Bromwich.

### Nazionale
Ha iniziato con le giovanili francesi giocando con l'Under-20 e Under-21.
Nel 2008 sceglie di rappresentare la Repubblica Democratica del Congo, dove debutta ufficialmente il 26 marzo seguente, in un'amichevole giocata contro l'Algeria. Nel 2009 decide di lasciare la nazionale per dei problemi con la federazione congolese ma tuttavia nell'estate 2012 torna in nazionale diventando anche il capitano dei Leopardi.

## Statistiche

### Presenze e reti nei club
Statistiche aggiornate al 3 marzo 2021.
| Stagione                   | Squadra                    | Campionato                 | Campionato | Campionato | Coppe nazionali | Coppe nazionali | Coppe nazionali | Coppe continentali | Coppe continentali | Coppe continentali | Altre coppe | Altre coppe | Altre coppe | Totale | Totale |
| Stagione                   | Squadra                    | Comp                       | Pres       | Reti       | Comp            | Pres            | Reti            | Comp               | Pres               | Reti               | Comp        | Pres        | Reti        | Pres   | Reti   |
| -------------------------- | -------------------------- | -------------------------- | ---------- | ---------- | --------------- | --------------- | --------------- | ------------------ | ------------------ | ------------------ | ----------- | ----------- | ----------- | ------ | ------ |
| 2006-2007                  | Paris Saint-Germain        | L1                         | 12         | 0          | CF+CdL          | 0+1             | 0               | CU                 | 3                  | 0                  | SF          | 0           | 0           | 16     | 0      |
| ago.2007                   | Paris Saint-Germain        | L1                         | 1          | 0          | CF+CdL          | 0+0             | 0               |                    | -                  | -                  |             | -           | -           | 1      | 0      |
| set.2007 - giu.2008        | Amiens                     | L2                         | 23         | 1          | CF+CdL          | 0+2             | 0               |                    | -                  | -                  |             | -           | -           | 25     | 1      |
| ago.2008 - gen.2009        | Paris Saint-Germain        | L1                         | 0          | 0          | CF+CdL          | 0+1             | 0               | CU                 | 2                  | 0                  |             | -           | -           | 3      | 0      |
| Totale Paris Saint-Germain | Totale Paris Saint-Germain | Totale Paris Saint-Germain | 13         | 0          |                 | 2               | 0               |                    | 5                  | 0                  |             | 0           | 0           | 20     | 0      |
| gen.-giu.2009              | West Bromwich              | PL                         | 6          | 0          | FACup+CdL       | 0+0             | 0               |                    | -                  | -                  |             | -           | -           | 6      | 0      |
| 2009-2010                  | West Bromwich              | FLC                        | 40         | 3          | FACup+CdL       | 4+2             | 0               |                    | -                  | -                  |             | -           | -           | 46     | 3      |
| 2010-2011                  | West Bromwich              | PL                         | 34         | 6          | FACup+CdL       | 0+0             | 0               |                    | -                  | -                  |             | -           | -           | 34     | 6      |
| 2011-2012                  | West Bromwich              | PL                         | 35         | 1          | FACup+CdL       | 1+0             | 0               |                    | -                  | -                  |             | -           | -           | 36     | 1      |
| 2012-2013                  | West Bromwich              | PL                         | 28         | 2          | FACup+CdL       | 2+0             | 0               |                    | -                  | -                  |             | -           | -           | 30     | 2      |
| 2013-2014                  | West Bromwich              | PL                         | 37         | 2          | FACup+CdL       | 0+1             | 0               |                    | -                  | -                  |             | -           | -           | 38     | 2      |
| 2014-2015                  | West Bromwich              | PL                         | 17         | 0          | FACup+CdL       | 3+1             | 0               |                    | -                  | -                  |             | -           | -           | 21     | 0      |
| Totale West Bromwich       | Totale West Bromwich       | Totale West Bromwich       | 197        | 14         |                 | 14              | 0               |                    | -                  | -                  |             | -           | -           | 211    | 14     |
| 2015-2016                  | Norwich City               | PL                         | 7          | 0          | FACup+CdL       | 1+1             | 0               |                    | -                  | -                  |             | -           | -           | 9      | 0      |
| 2016-2017                  | Norwich City               | FLC                        | 13         | 0          | FACup+CdL       | 0+2             | 0               |                    | -                  | -                  |             | -           | -           | 15     | 0      |
| Totale Norwich City        | Totale Norwich City        | Totale Norwich City        | 20         | 0          |                 | 4               | 0               |                    | -                  | -                  |             | -           | -           | 24     | 0      |
| 2017-2018                  | Kilmarnock                 | SP                         | 18         | 1          | SC+CdL          | 2+0             | 0+0             | -                  | -                  | -                  | -           | -           | -           | 20     | 1      |
| 2018-gen.2019              | Celtic                     | SP                         | 1          | 0          | SC+CdL          | -               | -               | UCL+UEL            | 0+2                | 0+0                | -           | -           | -           | 3      | 0      |
| gen.-giu.2019              | Kilmarnock                 | SP                         | 10         | 1          | SC+CdL          | 2+0             | 0+0             | -                  | -                  | -                  | -           | -           | -           | 12     | 1      |
| 2020-2021                  | Kilmarnock                 | SP                         | 15         | 0          | SC+CdL          | 0+2             | 0+0             | -                  | -                  | -                  | -           | -           | -           | 17     | 0      |
| Totale Kilmarnock          | Totale Kilmarnock          | Totale Kilmarnock          | 43         | 2          |                 | 6               | 0               |                    | -                  | -                  |             | -           | -           | 49     | 2      |
| Totale carriera            | Totale carriera            | Totale carriera            | 297        | 17         |                 | 28              | 0               |                    | 7                  | 0                  |             | 0           | 0           | 332    | 17     |

### Cronologia presenze e reti in Nazionale
| Cronologia completa delle presenze e delle reti in nazionale ― RD del Congo | Cronologia completa delle presenze e delle reti in nazionale ― RD del Congo | Cronologia completa delle presenze e delle reti in nazionale ― RD del Congo | Cronologia completa delle presenze e delle reti in nazionale ― RD del Congo | Cronologia completa delle presenze e delle reti in nazionale ― RD del Congo | Cronologia completa delle presenze e delle reti in nazionale ― RD del Congo | Cronologia completa delle presenze e delle reti in nazionale ― RD del Congo | Cronologia completa delle presenze e delle reti in nazionale ― RD del Congo |
| Data                                                                        | Città                                                                       | In casa                                                                     | Risultato                                                                   | Ospiti                                                                      | Competizione                                                                | Reti                                                                        | Note                                                                        |
| --------------------------------------------------------------------------- | --------------------------------------------------------------------------- | --------------------------------------------------------------------------- | --------------------------------------------------------------------------- | --------------------------------------------------------------------------- | --------------------------------------------------------------------------- | --------------------------------------------------------------------------- | --------------------------------------------------------------------------- |
| 26-3-2008                                                                   | Gonfreville-l'Orcher                                                        | Algeria                                                                     | 1 – 1                                                                       | RD del Congo                                                                | Amichevole                                                                  | -                                                                           |                                                                             |
| 1-6-2008                                                                    | Il Cairo                                                                    | Egitto                                                                      | 2 – 1                                                                       | RD del Congo                                                                | Qual. Mondiali 2010                                                         | -                                                                           | 61’                                                                         |
| 8-6-2008                                                                    | Kinshasa                                                                    | RD del Congo                                                                | 1 – 0                                                                       | Malawi                                                                      | Qual. Mondiali 2010                                                         | -                                                                           |                                                                             |
| 13-6-2008                                                                   | Gibuti                                                                      | Gibuti                                                                      | 0 – 6                                                                       | RD del Congo                                                                | Qual. Mondiali 2010                                                         | -                                                                           | 81’                                                                         |
| 22-6-2008                                                                   | Kinshasa                                                                    | RD del Congo                                                                | 5 – 1                                                                       | Gibuti                                                                      | Qual. Mondiali 2010                                                         | -                                                                           |                                                                             |
| 20-8-2008                                                                   | Dreux                                                                       | RD del Congo                                                                | 2 – 1                                                                       | Togo                                                                        | Amichevole                                                                  | -                                                                           |                                                                             |
| 7-9-2008                                                                    | Kinshasa                                                                    | RD del Congo                                                                | 0 – 1                                                                       | Egitto                                                                      | Qual. Mondiali 2010                                                         | -                                                                           |                                                                             |
| 11-10-2008                                                                  | Blantyre                                                                    | Malawi                                                                      | 2 – 1                                                                       | RD del Congo                                                                | Qual. Mondiali 2010                                                         | -                                                                           |                                                                             |
| 12-8-2009                                                                   | Kinshasa                                                                    | RD del Congo                                                                | 1 – 2                                                                       | Senegal                                                                     | Amichevole                                                                  | -                                                                           | 56’                                                                         |
| 14-11-2009                                                                  | Luanda                                                                      | Angola                                                                      | 1 – 1                                                                       | RD del Congo                                                                | Amichevole                                                                  | -                                                                           | 65’                                                                         |
| 21-5-2010                                                                   | Innsbruck                                                                   | RD del Congo                                                                | 0 – 2                                                                       | Arabia Saudita                                                              | Amichevole                                                                  | -                                                                           | 82’                                                                         |
| 9-2-2011                                                                    | Rouen                                                                       | Gabon                                                                       | 0 – 2                                                                       | RD del Congo                                                                | Amichevole                                                                  | -                                                                           | 46’                                                                         |
| 27-3-2011                                                                   | Kinshasa                                                                    | RD del Congo                                                                | 3 – 0                                                                       | Mauritius                                                                   | Qual. Coppa d'Africa 2012                                                   | -                                                                           | 70’                                                                         |
| 9-9-2012                                                                    | Kinshasa                                                                    | RD del Congo                                                                | 4 – 0                                                                       | Guinea Equatoriale                                                          | Qual. Coppa d'Africa 2013                                                   | -                                                                           |                                                                             |
| 14-10-2012                                                                  | Malabo                                                                      | Guinea Equatoriale                                                          | 2 – 1                                                                       | RD del Congo                                                                | Qual. Coppa d'Africa 2013                                                   | 1                                                                           |                                                                             |
| 20-1-2013                                                                   | Port Elizabeth                                                              | Ghana                                                                       | 2 – 2                                                                       | RD del Congo                                                                | Coppa d'Africa 2013 - 1º turno                                              | -                                                                           |                                                                             |
| 24-1-2013                                                                   | Port Elizabeth                                                              | Niger                                                                       | 0 – 0                                                                       | RD del Congo                                                                | Coppa d'Africa 2013 - 1º turno                                              | -                                                                           |                                                                             |
| 28-1-2013                                                                   | Durban                                                                      | RD del Congo                                                                | 1 – 1                                                                       | Mali                                                                        | Coppa d'Africa 2013 - 1º turno                                              | -                                                                           | 21’                                                                         |
| 24-3-2013                                                                   | Kinshasa                                                                    | RD del Congo                                                                | 0 – 0                                                                       | Libia                                                                       | Qual. Mondiali 2014                                                         | -                                                                           |                                                                             |
| 7-6-2013                                                                    | Tripoli                                                                     | Libia                                                                       | 0 – 0                                                                       | RD del Congo                                                                | Qual. Mondiali 2014                                                         | -                                                                           |                                                                             |
| 16-6-2013                                                                   | Kinshasa                                                                    | Rep. del Congo                                                              | 0 – 0                                                                       | Camerun                                                                     | Qual. Mondiali 2014                                                         | -                                                                           |                                                                             |
| 8-9-2013                                                                    | Lomé                                                                        | Togo                                                                        | 2 – 1                                                                       | RD del Congo                                                                | Qual. Coppa d'Africa 2015                                                   | -                                                                           | Cap. 89’                                                                    |
| 6-9-2014                                                                    | Lubumbashi                                                                  | RD del Congo                                                                | 0 – 2                                                                       | Camerun                                                                     | Qual. Coppa d'Africa 2015                                                   | -                                                                           | Cap. 22’                                                                    |
| 11-10-2014                                                                  | Kinshasa                                                                    | RD del Congo                                                                | 1 – 2                                                                       | Costa d'Avorio                                                              | Qual. Coppa d'Africa 2015                                                   | -                                                                           | Cap. 76’                                                                    |
| 15-10-2014                                                                  | Abidjan                                                                     | Costa d'Avorio                                                              | 3 – 4                                                                       | RD del Congo                                                                | Qual. Coppa d'Africa 2015                                                   | -                                                                           | Cap.                                                                        |
| 15-11-2014                                                                  | Yaoundé                                                                     | Camerun                                                                     | 1 – 0                                                                       | RD del Congo                                                                | Qual. Coppa d'Africa 2015                                                   | -                                                                           | Cap. 81’                                                                    |
| 19-11-2014                                                                  | Kinshasa                                                                    | RD del Congo                                                                | 3 – 1                                                                       | Sierra Leone                                                                | Qual. Coppa d'Africa 2015                                                   | -                                                                           | Cap. 45’                                                                    |
| 18-1-2015                                                                   | Ebebiyín                                                                    | Zambia                                                                      | 1 – 1                                                                       | RD del Congo                                                                | Coppa d'Africa 2015 - 1º Turno                                              | -                                                                           | Cap.                                                                        |
| 22-1-2015                                                                   | Ebebiyín                                                                    | Capo Verde                                                                  | 0 – 0                                                                       | RD del Congo                                                                | Coppa d'Africa 2015 - 1º Turno                                              | -                                                                           | Cap. 23’                                                                    |
| 28-3-2015                                                                   | Abu Dhabi                                                                   | Iraq                                                                        | 2 – 1                                                                       | RD del Congo                                                                | Amichevole                                                                  | -                                                                           |                                                                             |
| 31-3-2015                                                                   | Sharjah                                                                     | Iraq                                                                        | 1 – 0                                                                       | RD del Congo                                                                | Amichevole                                                                  | -                                                                           | 65’                                                                         |
| 9-6-2015                                                                    | Mons                                                                        | RD del Congo                                                                | 1 – 1                                                                       | Camerun                                                                     | Amichevole                                                                  | -                                                                           | 66’                                                                         |
| 14-6-2015                                                                   | Kinshasa                                                                    | RD del Congo                                                                | 2 – 1                                                                       | Madagascar                                                                  | Qual. Coppa d'Africa 2017                                                   | -                                                                           | Cap.                                                                        |
| 12-11-2015                                                                  | Bujumbura                                                                   | Burundi                                                                     | 2 – 3                                                                       | RD del Congo                                                                | Qual. Mondiali 2018                                                         | -                                                                           | 46’ 62’                                                                     |
| 4-9-2016                                                                    | Kinshasa                                                                    | RD del Congo                                                                | 4 – 1                                                                       | Rep. Centrafricana                                                          | Qual. Coppa d'Africa 2017                                                   | -                                                                           | 83’                                                                         |
| 5-1-2017                                                                    | Yaoundé                                                                     | Camerun                                                                     | 2 – 0                                                                       | RD del Congo                                                                | Amichevole                                                                  | -                                                                           | Cap. 46’                                                                    |
| 20-1-2017                                                                   | Oyem                                                                        | Costa d'Avorio                                                              | 2 – 2                                                                       | RD del Congo                                                                | Coppa d'Africa 2017 - 1º turno                                              | -                                                                           | 72’                                                                         |
| 24-1-2017                                                                   | Oyem                                                                        | Togo                                                                        | 1 – 3                                                                       | RD del Congo                                                                | Coppa d'Africa 2017 - 1º turno                                              | -                                                                           | Cap.                                                                        |
| 18-11-2018                                                                  | Brazzaville                                                                 | Rep. del Congo                                                              | 1 – 1                                                                       | RD del Congo                                                                | Qual. Coppa d'Africa 2019                                                   | -                                                                           | Cap. 85’                                                                    |
| 24-3-2019                                                                   | Kinshasa                                                                    | RD del Congo                                                                | 1 – 0                                                                       | Liberia                                                                     | Qual. Coppa d'Africa 2019                                                   | -                                                                           | Cap. 70’                                                                    |
| 9-6-2019                                                                    | Marbella                                                                    | RD del Congo                                                                | 0 – 0                                                                       | Burkina Faso                                                                | Amichevole                                                                  | -                                                                           | cap. 46’                                                                    |
| 15-6-2019                                                                   | Madrid                                                                      | RD del Congo                                                                | 1 – 1                                                                       | Kenya                                                                       | Amichevole                                                                  | -                                                                           | cap. 81’                                                                    |
| 30-6-2019                                                                   | Il Cairo                                                                    | Zimbabwe                                                                    | 0 – 4                                                                       | RD del Congo                                                                | Coppa d'Africa 2019 - 1º turno                                              | -                                                                           | cap. 76’                                                                    |
| 7-7-2019                                                                    | Alessandria d'Egitto                                                        | Madagascar                                                                  | 2 – 2 dts (4 – 2 dtr)                                                       | RD del Congo                                                                | Coppa d'Africa 2019 - Ottavi di finale                                      | -                                                                           | cap. 45+1’ 67’                                                              |
| Totale                                                                      |                                                                             | Presenze                                                                    | 44                                                                          |                                                                             | Reti                                                                        | 1                                                                           |                                                                             |

## Palmarès

### Competizioni giovanili
- Campionato francese Under-18: 1

Paris Saint-Germain: 2006

### Nazionale
- Torneo di Tolone: 1

2007